# Gashaka (vattendrag)
Gashaka är ett vattendrag i Burundi.   Det ligger i provinsen Kayanza, i den norra delen av landet, 70 kilometer nordost om huvudstaden Bujumbura.
Omgivningarna runt Gashaka är en mosaik av jordbruksmark och naturlig växtlighet. Runt Gashaka är det tätbefolkat, med 383 invånare per kvadratkilometer.